# 上海音樂谷
上海音樂谷是中華人民共和國上海市虹口區的一個音樂產業基地，也是國家3A級旅遊景區。上海音樂谷面積28万平方米，地處海伦路、溧阳路、四平路、周家嘴路之間，虹口港、俞泾浦、沙泾港途徑此處。上海音樂谷內有1933老场坊、1913老洋行、哈尔滨大楼等8处历史建筑以及国家音乐产业基地、半岛湾时尚文化创意产业园、1930鑫鑫创意园、SNH48星梦剧院、三角地艺术园、音乐谷游客接待中心等音樂產業相關場所。此處曾經為廠房，2011年開始開發。